# Trace Bundy

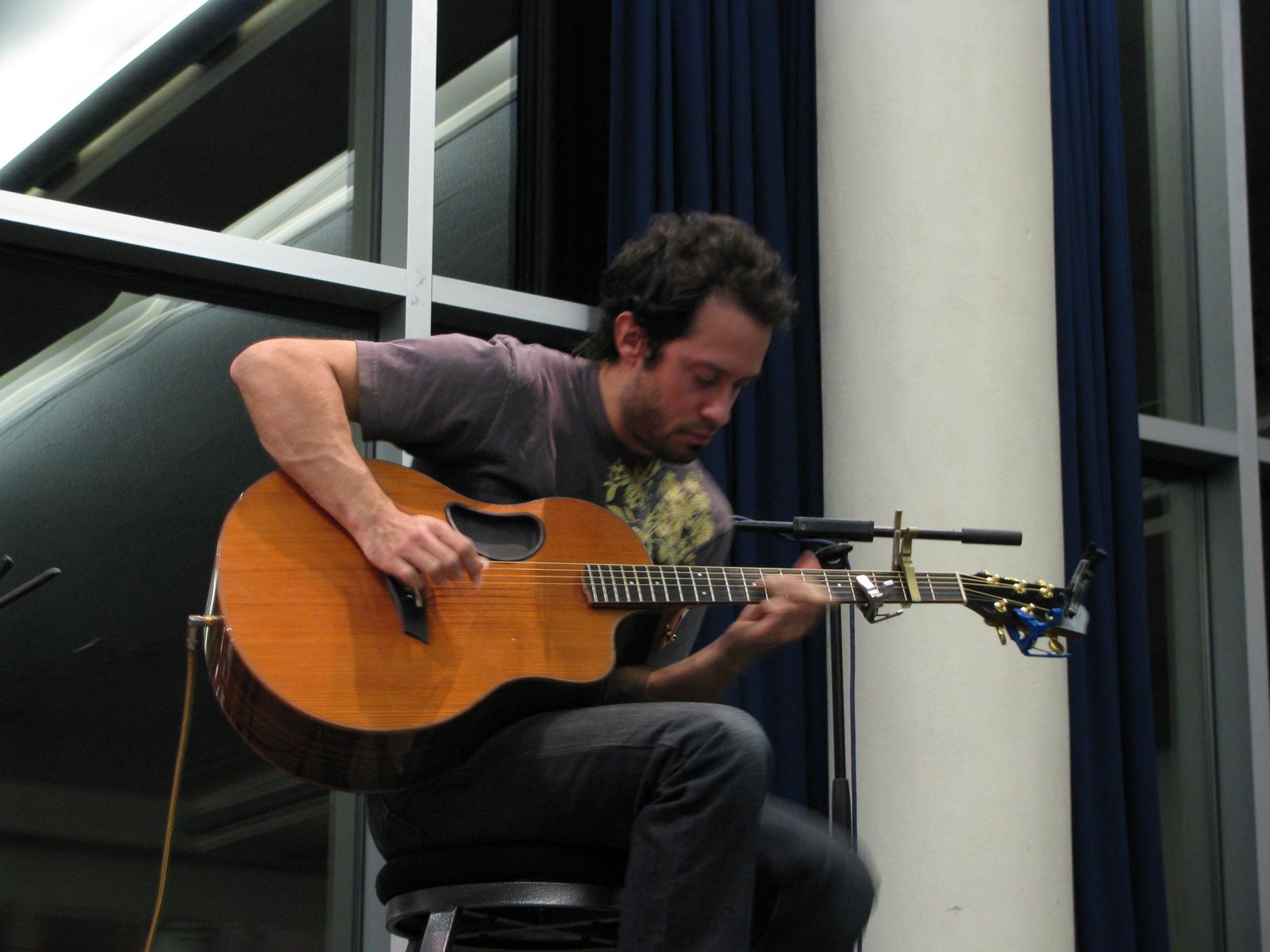
Trace Bundy (2008)

Trace Bundy (* 1977 in Austin, Minnesota) ist ein US-amerikanischer Akustik-Gitarrist, der hauptsächlich in Boulder, Colorado auftritt und dort auch lebt. Bevor er Vollzeit-Profimusiker wurde, lehrte er an der Universität Boulder, wo er von 2000 bis 2003 Maschinenbau studierte und mit einem Master  in Civil Engineering abschloss.

## Leben
Trace Bundy zog mit seinen Eltern nach Buena Vista (Colorado), wo er mit etwa elf Jahren zum ersten Mal mit einer Gitarre in Berührung kam. Da er kein Geld hatte, um Unterricht zu nehmen, brachte sich Bundy über die Songs von Metallica und Def Leppard selber das Spielen bei. Mit elf Jahren schrieb er sein erstes Stück, das der einzige Titel ist, auf dem er selbst singt.
Später begann Bundy, sich für Musiktheorie zu interessieren. Er arbeitete eigene Theorien aus, die er beispielsweise Trace's Siebte Akkord-Theorie nannte. Auf dem College belegte er einen Kurs in Musiktheorie und fand seine früheren eigenen Erkenntnisse bestätigt, wenn auch anders benannt.
In der High School traf er Jonah Werner, einen Akustik-Folk-Songwriter, mit dem er Folksongs spielte. Später tat er sich mit Tim Thornton von den Newcomers Home zusammen, mit dem er alte Bob-Dylan- und Cat-Stevens-Lieder bearbeitete.
Sein Stil begann sich zu verändern, als er herausfand, dass er ohne Plektrum und mit zehn Fingern komplexere Musik spielen konnte. Seitdem arbeitete Trace Bundy weiter daran, seinen Musikstil noch zu verfeinern.

## Bundys Musik
Bundy ist in seinem speziellen Musikbereich auch als „The Acoustic Ninja“ bekannt, da er die Technik des tapping – einer besonderen Spielart der Gitarre ohne Plektrum – perfektioniert hat. Sein eigener Stil bezieht alle zehn Finger ins Gitarrenspiel mit ein. Der daraus resultierende Sound lässt den Hörer mindestens zwei Gitarren vermuten, da Bundy zum Teil Bass- und Hookline gleichzeitig spielt. „Das ganze Ninja-Ding kommt aus meiner frühen Kindheit“, sagt Bundy in einem Interview mit Chris Hess vom Fort Collins Newspaper The Rocky Mountain Collegian am 28. August 2003. „Ich verkleidete mich als Ninja, zeichnete fast ausschließlich Ninjas, und irgendwie schwappte es in meine Musik rüber.“
Als Vorbilder gibt er Künstler wie Béla Fleck, Phil Keaggy, David Wilcox, Ani Difranco, Def Leppard oder Stryper an, mit deren Musik er nicht nur spielen lernte, sondern von denen er auch maßgeblich als Musiker beeinflusst wurde.
Bundy ist ein unabhängiger Künstler, dessen Auftritte zum größten Teil von seinen Fans in deren Heimatstädten organisiert werden. Er ist bei seinen Fans für seine Zuvorkommenheit und seinen Humor bekannt.

## Veröffentlichungen
Sein Debütalbum O Night Divine erschien 1999. Darin spielte er jene traditionellen Weihnachtslieder, die ihm über die Jahre besonders ans Herz gewachsen sind. Im Jahr 2000 veröffentlichte er sein erstes eigenes Album Solomons Splendor, dem 2004 die Kombinations-CD/DVD Adapt folgte. Die DVD ist ein Mitschnitt eines Auftritts in Boulder im Sommer 2004. Teile davon sind eine Adaption des Backstreet-Boys-Hits I Want It That Way sowie seine eigene Interpretation des Klassikers Canon in D von Johann Pachelbel auf der Akustik-Gitarre.

## Diskografie
- 1999: O Night Devine
- 2000: Solomon's Splendor
- 2004: Adapt
- 2007: A Few Songs for Christmas EP
- 2008: Missile Bell CD/DVD
- 2012: Elephant King